# 21年
| 千纪： | 1千纪                                                                                |
| 世纪： | 前1世纪 \| 1世纪 \| 2世纪                                                            |
| 年代： | 前0年代 \| 0年代 \| 10年代 \| 20年代 \| 30年代 \| 40年代 \| 50年代                   |
| 年份： | 16年 \| 17年 \| 18年 \| 19年 \| 20年 \| 21年 \| 22年 \| 23年 \| 24年 \| 25年 \| 26年 |
| 纪年： | 新始建国地皇上戊二年                                                                 |

## 各国领袖

### 非洲
- 库施
  - 国王：Shorkaror（20年－30年）
- 毛里塔尼亚
  - 国王：Juba II（前25年－23年）

### 亚洲
- 中国：
  - 新朝：
    - 皇帝：王莽（8年－23年）

  - 反新势力：秦丰
- 匈奴
  - 单于：呼都而尸道皋若鞮单于（18年－46年）
- 朝鲜
  - 百济：
    - 国王：温祚王（前18年－28年）

  - 东扶余：
    - 国王：带素（前7年－22年）

  - 高句丽：
    - 国王：大武神王（18年－44年）

  - 新罗：
    - 国王：南解次次雄（4年－24年）
- 贵霜帝国
  - 翕侯：赫拉欧斯（1年－30年）

### 欧洲
- 阿特雷巴特
  - 国王：Verica（15年－40年）
- 卡图维勒尼
  - 国王：Cunobelinus（9年－40年）
- 高加索伊比里亚
  - 国王：Aderk（前2年－30年）
- 罗马帝国
  - 皇帝：提比略（14年－37年）

### 中东
- 奈巴提亚
  - 国王：Aretas IV Philopatris（前9年－40年）
- 奥斯若恩
  - 国王：Abgar V（13年－50年）
- 安息
  - 国王：阿尔达班三世（10年－38年）
- 本都 - 皮托多里斯，本都女王（西元前8年－西元23年）

## 逝世
- 孝睦皇后，孝平皇后之母，王莽之妻。
- 王安，王莽的三子，孝睦皇后去世後病逝。
- 王臨，王莽的四子，新朝太子，劉歆的女婿，因與王莽的侍妾原碧私通，謀殺王莽，被逼令自殺。。
- 阿爾尼烏斯，羅馬時代的日耳曼政治家、軍事家及民族英雄，在羅馬將領瓦盧斯麾下服役時，暗中潛伏策劃日耳曼起義，最後在条顿堡森林战役中全殲瓦盧斯麾下三個羅馬軍團。